# Вики, маленький викинг
Вики, маленький викинг, также известный как Vicky the Viking в англоязычных странах, в Германии и Австрии известен как Wickie und die starken Männerо файле (Вики и сильные люди); Chiisana Viking Bikke (яп. 小さなバイキング ビッケ Тиисана Викунгу Биккэ) в Японии и فيكي الفايكينج в арабских странах - японский детский анимационный сериал, созданный совместно студиями Mushi Production и Zuiyo Eizo. 78 серий транслировались по каналу Fuji Television с 3 апреля 1974 года по 24 сентября 1975 года. Мультфильм является экранизацией одноимённой сказки Рунера Йонссона —  Vicke Viking (1963). На основе сюжета мультфильма в 2009 году немецкой компанией Rat Pack Filmproduktion был выпущен одноимённый полнометражный мультфильм, бюджет которого составил примерно €8,000,000, а в 2011 его сиквел.

## Сюжет
Действие разворачивается вокруг Вики, Сына Халварa — местного вождя глухой деревни викингов расположенной у реки. Несмотря на то, что в деревне живёт очень много детей младшего возраста, Вики демонстрирует свой творческий, изобретательный ум и помогает жителям деревни справится с трудными задачами. Например, он мастерит различные устройства, такие как катапульты или приборы для сверления дерева.

## Список персонажей
- Вики — Главный герой мультфильма. Ему около 10 лет. Очень пугливый и до ужаса боится волков. Но его предприимчивый ум в конце концов помогает решить любую проблему, с которой он сталкивается.
- Халвар — папа Вики и вождь деревни. Вредный человек, который всегда пытается решить проблемы по своему, но позже научился иногда слушать советы Вики.
- Дедушка Уробе — самый старый викинг в деревне. Несмотря на свой возраст он не мыслит так абстрактно как Вики. Знает множество легенд и саг и его уважают как справедливого судью и посредника.
- Фокс — самый крупный и сильный викинг, но и самый медлительный. У него очень близкие отношения с Вики, как с братом.
- Ульме — самый интеллигентный и аккуратный человек в деревне. Считает себя поэтической душой и даже носит с собой арфу, чтобы играть на ней время от времени.
- Ильва — мама Вики. В отличие от отца всегда поддерживает умные идеи Вики.
- Ильви — молодая девочка. Она соседка Вики и его лучшая подружка. В немецкой адаптации фильма она влюблена в него.
- Гильби — Самый сильный мальчик в деревне и главный конкурент Вики, хотя по интеллектуальным способностям уступает ему.

## Интересные факты
Эйитиро Ода, автор знаменитой манги One Piece заявил, что в своё время мультсериал о Вики оказал ключевое влияние на его интерес к пиратам. В 2024-м году, после начала арки Эльбафа, вдохновлённой Скандинавией и Викингами в частности, в манге появился персонаж по имени Колон, чей дизайн позаимствован у маленького викинга Вики.

## Список серий
1. . A viking is born
2. . Setback setting sail
3. . Narrow escape with a saw
4. . Goodbye, cavity
5. . Beat up Sven the bully
6. . I'm not afraid of the tax man
7. . Wolf-hunt contest
8. . Sven's counterattack
9. . Vicke and the big seal
10. . Gicchompa's promise
11. . Giants with red eyes
12. . Halbel's rescue mission
13. . Svalkel of the sharp sword
14. . Don't judge a castle by its looks
15. . Run, run
16. . Water attack strategy
17. . The world's first firefighters
18. . Of doves and Vicke and seals
19. . Vicke and the big octopus
20. . The king's a glutton
21. . Sneeze Powder no. 25
22. . Halbel's treasure chest
23. . Revenge of the swordfish
24. . Faxe's bride
25. . Beat the ghost ship
26. . Snow and ice treasure island
27. . Vicke and the whale and his child
28. . Carl the seagull
29. . Labyrinth of the Greecian land
30. . Olympics of the Greecian land
31. . Adventure in Denmark (1/2)
32. . Adventure in Denmark (2/2)
33. . The man from the north
34. . Boy from Shulack village
35. . Vicke flies through the sky
36. . Halbel gets lost
37. . A strange welcome
38. . Treasure of the Binca
39. . Arrogant Snoppe
40. . Snoppe's curls straightened
41. . Dear old Fraake
42. . The circus comes to Fraake village
43. . Battle of the straw men
44. . The Fraake family hates farming work
45. . Thunder: Brulett and Vikke
46. . The ungrateful son and the tunnel strategy
47. . Vicke and the stilts strategy
48. . Selfish Brulett's great counterattack
49. . Gift of a big wooden horse
50. . Adventure in the north pole
51. . Rescue mission of father Halbel
52. . Vicke explores the volcanic mountain
53. . Father Halbel defeats the bear
54. . Halbel and the fugly flu
55. . Grandpa Ulobe's deeds
56. . Father Halbel's lovely souvenir
57. . Vikke and Chicchi shipwreck chronicle
58. . I'm not afraid of the wolf
59. . Slow but steady rescue mission
60. . Queen of Parli
61. . Bothersome silly blockade
62. . Let's save the ghost
63. . I'm a real viking
64. . Snole's great prediction
65. . Graida and the golden sword
66. . Vikke's big chess victory
67. . Join the rivers together!
68. . Chuure and Snoore's big fight
69. . Who's the next boss
70. . Father Halbel and the picture show
71. . Nest egg crybaby treasure chest
72. . Vikke and Halbel's wisdom contest
73. . Island where father Robin lives
74. . Which mountain is higher
75. . Don't cry, Chuule
76. . Fockse, the bubble and Rundo's daughter
77. . Let's launch a new ship
78. . Halbel ostracised